# Min Jiang (Sichuan)
| Tibetische Bezeichnung           |
| -------------------------------- |
| Tibetische Schrift: གདོང་སྣ        |
| Wylie-Transliteration: gdong sna |
| Andere Schreibweisen: Dongna     |
| Chinesische Bezeichnung          |
| Traditionell: 岷江               |
| Vereinfacht: 岷江                |
| Pinyin:Mín Jiāng                 |

Der Min Jiang, Minjiang oder Min-Fluss, veraltend: Minkiang (chinesisch 岷江, Pinyin Mín Jiāng, W.-G. Min Chiang, englisch Min River / Minjiang River) ist ein 735 km langer Fluss in Zentral-Sichuan.
Er ist der wasserreichste Nebenfluss des Jangtsekiang. Der linke Nebenfluss entspringt am südlichen Fuß des Minshan-Gebirges (岷山,  Min Shan) im Autonomen Bezirk Ngawa der Tibeter und Qiang. Er nimmt die Flüsse Heishui He (黑水河), Zagunao He (杂谷脑河), Dadu He (大渡河) und Mabian He (马边河) auf, bevor er in Yibin (宜宾) in den (oberen) Jangtsekiang mündet.
Er fließt durch die Gebiete von Ngawa (阿坝) (durch das Gebiet von Wenchuan, des Epizentrums des Erdbebens in Sichuan 2008), wo er auch in der Zipingpu-Talsperre aufgestaut wird, Chengdu, Meishan, Leshan und schließlich Yibin, wo er mit dem Jinsha Jiang – d. h. dem Oberlauf des Jangtse – zusammenfließt.
Die fruchtbare Chengdu-Ebene im Westteil des Sichuan-Beckens (Roten Becken), die flächenmäßig größte Ebene Südwest-Chinas, ist aus den Ablagerungen des Min Jiang und seiner Nebenflüsse entstanden.
Das Dujiangyan-Bewässerungssystem der Stadt Dujiangyan (都江堰) wird von ihm gespeist.

## Pflanzenwelt
Im Tal des Min sammelte der englische Pflanzensammler Ernest Wilson zahlreiche Pflanzen, die heute in England und den USA als Zierpflanzen verbreitet sind, darunter Paeonia decomposita, Ceratostigma willmottianum und Lilium regale. Letztere ist heute, vermutlich durch die Aktivitäten Wilsons, am Ursprungsort ausgestorben. Auch die Davids-Lilie kam hier vor.

## Talsperren
Es sind insgesamt 27 Staudämme mit jeweils angeschlossenem Wasserkraftwerk entlang dem Flusslauf des Min Jiang vorgesehen.
Die Staudämme in Abfluss-Richtung sind:
| Talsperre              | Leistung in Megawatt | Phase          |
| ---------------------- | -------------------- | -------------- |
| Hongqiaoguan-Talsperre | 68,5                 | geplant        |
| Xiningguan-Talsperre   | 37,2                 | geplant        |
| Longpan-Talsperre      | 72,6                 | geplant        |
| Wulibao-Talsperre      | 157                  | geplant        |
| Lianjhuayan-Talsperre  | 111                  | geplant        |
| Xiaohaizi-Talsperre    | 48                   | fertiggestellt |
| Tianlonghu-Talsperre   | 180                  | fertiggestellt |
| Jinlongtan-Talsperre   | 180                  | fertiggestellt |
| Feihongqiao-Talsperre  | 120                  | geplant        |
| Yaneryan-Talsperre     | 66                   | geplant        |
| Zongqu-Talsperre       | 2                    | geplant        |
| Shigu-Talsperre        | 2,7                  | fertiggestellt |
| Nanxin-Talsperre       | 9,6                  | fertiggestellt |
| Tongzhong-Talsperre    | 49,5                 | fertiggestellt |
| Yangmaoping-Talsperre  | 3,4                  | geplant        |
| Jiangsheba-Talsperre   | 96                   | fertiggestellt |
| Shaba-Talsperre        | 720                  | im Bau         |
| Futangba-Talsperre     | 360                  | fertiggestellt |
| Taipingyi-Talsperre    | 260                  | fertiggestellt |
| Yingxiuwan-Talsperre   | 135                  | fertiggestellt |
| Zipingpu-Talsperre     | 760                  | fertiggestellt |
| Yangliuhu-Talsperre    | 76,5                 | geplant        |
| Banqiaoxi-Talsperre    | 30                   | geplant        |
| Shazui-Talsperre       | 250                  | geplant        |
| Jianwei-Talsperre      | 360                  | geplant        |
| Longxikou-Talsperre    | 360                  | geplant        |
| Pianchuangzi-Talsperre | 740                  | fertiggestellt |